# Formula 2
Formula 2, z okrajšavo F2, je bila serija formul, ki jo je leta 1985 nadomestila Formula 3000. 

## Zmagovalci evropskega prvenstva Formule 2
| Sezona | Dirkač                | Moštvo / Dirkalnik                 | Pole | Zmage | Stopničke | Najhitrejši krogi | Točke | Razlika(toč) |
| ------ | --------------------- | ---------------------------------- | ---- | ----- | --------- | ----------------- | ----- | ------------ |
| 1967   | Jacky Ickx            | Tyrrell Racing Matra-Cosworth      | 2    | 2     | 4         | 3                 | 45    | 11           |
| 1968   | Jean-Pierre Beltoise  | Matra Sports Matra-Cosworth        | 2    | 3     | 5         | 1                 | 48    | 17           |
| 1969   | Johnny Servoz-Gavin   | Matra International Matra-Cosworth | 1    | 1     | 2         | 1                 | 37    | 9            |
| 1970   | Clay Regazzoni        | Tecno Racing Team Tecno-Cosworth   | 2    | 3     | 5         | 1                 | 44    | 9            |
| 1971   | Ronnie Peterson       | March Engineering March-Cosworth   | 7    | 4     | 6         | 5                 | 54    | 14           |
| 1972   | Mike Hailwood         | Team Surtees Surtees-Cosworth      | 1    | 2     | 5         | 2                 | 55    | 18           |
| 1973   | Jean-Pierre Jarier    | March Engineering March-BMW        | 4    | 7     | 8         | 5                 | 78    | 37           |
| 1974   | Patrick Depailler     | March Engineering March-BMW        | 3    | 4     | 6         | 2                 | 54    | 11           |
| 1975   | Jacques Laffite       | Ecurie Elf Martini-BMW             | 6    | 6     | 7         | 4                 | 60    | 24           |
| 1976   | Jean-Pierre Jabouille | Equipe Elf Elf 2J-Renault          | 4    | 3     | 6         | 1                 | 53    | 1            |
| 1977   | René Arnoux           | Ecurie Renault Elf Martini-Renault | 1    | 3     | 6         | 1                 | 52    | 12           |
| 1978   | Bruno Giacomelli      | Polifac BMW Junior Team March-BMW  | 8    | 8     | 10        | 6                 | 82    | 31           |
| 1979   | Marc Surer            | Polifac BMW Junior Team March-BMW  | 2    | 2     | 6         | 1                 | 38    | 2            |
| 1980   | Brian Henton          | Toleman Group Toleman-Hart         | 2    | 3     | 9         | 7                 | 61    | 19           |
| 1981   | Geoff Lees            | Ralt Racing Ltd. Ralt-Honda        | 1    | 3     | 6         | 5                 | 51    | 14           |
| 1982   | Corrado Fabi          | March Racing Ltd. March-BMW        | 2    | 5     | 7         | 3                 | 57    | 1            |
| 1983   | Jonathan Palmer       | Ralt Racing Ltd. Ralt-Honda        | 4    | 6     | 10        | 3                 | 68    | 17           |
| 1984   | Mike Thackwell        | Ralt Racing Ltd. Ralt-Honda        | 6    | 7     | 8         | 9                 | 72    | 28           |